# 張邵
張邵（ちょう しょう、生没年不詳）は、東晋から南朝宋にかけての官僚。字は茂宗。本貫は呉郡呉県。

## 経歴
張敞の子として生まれた。はじめ晋の琅邪国内史王誕の下で龍驤府功曹となった。桓玄が王誕を広州に左遷すると、王誕と親しかった者はみな離れたが、ひとり張邵だけが情誼を捨てず、涙を流して見送った。変乱が相次ぎ、飢饉が発生すると、張邵は王誕の妻子のために食糧を送った。
桓玄が帝位を簒奪すると、張邵の父の張敞は尚書となったが、答弁を誤ったために廷尉卿に降格された。劉裕が桓玄を討つために起兵すると、張邵は父の誠実を劉裕に訴え、劉裕は張敞に対する悪口を吐いた者は処罰するよう部下に命じた。後に張敞は呉郡太守となった。王謐が揚州刺史となると、張邵は召されて揚州主簿となった。劉毅が亜相となって権勢を握ったが、ひとり張邵は近づこうとしなかった。劉穆之が張邵のことを劉裕に報告すると、張邵はますます劉裕に信任されて、太尉参軍に任じられ、長流賊曹を代行した。義熙6年（410年）、盧循が建康に迫ると、張邵は劉裕の命を受けて南城を守った。
義熙8年（412年）、劉藩が処刑されると、張邵はその夜のうちに大軍を出動させるための舟の準備をさせた。朝になって劉裕が劉毅を討つべく出動の準備を命じると、すぐさま軍が応じたため、その早さをいぶかしんで訊ねると、軍官僚たちは昨夜のうちに張邵の命を受けていたことを報告した。劉裕は張邵が自分と同じ憂慮を共有していたことを知った。義熙9年（413年）、劉裕の嫡子の劉義符が征虜府を開くと、張邵はその下で録事参軍となった。劉義符が中軍将軍の号を受けると、張邵はその下で諮議参軍に転じ、記室を兼ねた。義熙12年（416年）、劉裕が北伐を開始すると、劉穆之と張邵に留守を委ねた。青州刺史の檀祗が広陵に駐屯していたが、滁中で反乱が起こり、広陵を襲撃された。劉穆之は敗北の場合をおそれて建康から軍を出動させようとしたが、張邵は檀祗兄弟を信任してその必要はないと主張した。張邵の予見どおり檀祗は広陵を守りきった。義熙13年（417年）、劉穆之が死去したため、建康の朝廷は動揺し、徐羨之にその任を代行させようとした。張邵は劉義符を立てて北方にいる劉裕と相談するよう主張し、朝廷での議論を劉裕に報告した。義熙14年（418年）、劉裕が劉義符を荊州に赴任させようとしたが、張邵は嫡子を地方に送るのはよろしくないと進言し、聞き入れられた。
劉義隆が中郎将・荊州刺史となると、張邵はその下で司馬となり、南郡相を兼ねて、荊州の事務を決裁した。永初元年（420年）、劉裕が帝位につくと、張邵は功績により臨沮伯に封じられた。永初3年（422年）、荊州が分割されて湘州が立てられると、張邵は湘州刺史となった。劉裕は代行の役所を置く考えであったが、張邵が長沙に代官を置くのは統治の妨げになると主張したため、劉裕はその意見を聞き入れた。元嘉3年（426年）、謝晦が反乱を起こすと、張邵に書簡を送ってきたが、張邵は書簡の函を開くこともせず文帝のもとに届け出た。
元嘉5年（428年）、征虜将軍の号を受け、寧蛮校尉・雍州刺史を兼ね、都督を加えられた。襄陽に赴任すると、城壁を築き、河川の堤防や堰を改修し、新田数千頃を開墾した。丹川・淅川の少数民族がたびたび反乱を起こしていたため、張邵はその首領を誘って騙し討ちにし、その徒党を襲撃した。このため諸族の信頼を失い、反乱はむしろ多発して、水陸の交通は寸断された。少数民族たちは張邵の子の張敷が襄陽から建康に帰るところを襲撃して拉致しようと計画した。たまたま柔然の使者が建康に向かっていたが、これが張敷と勘違いされて捕らえられた。この事件のため、張邵は揚烈将軍に降格された。
江夏王劉義恭が江陵に駐屯すると、張邵はその下で撫軍長史となり、持節・南蛮校尉をつとめた。雍州で245万の不正な私財を蓄えた罪により、廷尉に取り調べられて免官され、爵位と封土を剥奪された。後に呉興郡太守となり、死去した。再び爵位を贈られた。諡は簡伯といった。

## 子女
- 張敷
- 張柬（襲封、通直郎、輔国将軍）

## 伝記資料
- 『宋書』巻46 列伝第6
- 『南史』巻32 列伝第22